# 笠原道桂
笠原 道桂（かさはら　どうけい、生没年不詳）は、江戸時代中期の茶人で、福岡藩士。通称は九郎右衛門。福岡藩士で南坊流の立花実山の甥にあたる。旧姓立花、諱を勝久。別号として止々斎、不見斎、月叟がある。
実山に南坊流を学び、没後の享保3年（1718年）に「南方録」の書写を許された。享保9年（1724年）、旗本安藤定房にこれを書写させ、江戸での普及に努めた。

## 門人
- 安藤定房・定殻父子
- 三宅康高
- 立花流水